# Phục sinh (tiểu thuyết)
Phục sinh (tiếng Nga trước cải cách: Воскресеніе; tiếng Nga sau cải cách: Воскресение, tr. Voskreséniye, còn được dịch là Sự thức tỉnh), xuất bản lần đầu năm 1899, là cuốn tiểu thuyết cuối cùng được viết bởi Lev Tolstoy. Cuốn sách là tác phẩm viễn tưởng dài cuối cùng được xuất bản trong cuộc đời của ông. Tolstoy dự định cuốn tiểu thuyết là một cái nhìn toàn cảnh về nước Nga vào cuối thế kỷ 19 từ tầng lớp cao nhất đến tầng lớp thấp nhất trong xã hội và phơi bày sự bất công của luật pháp do con người tạo ra và thói đạo đức giả của nhà thờ được thể chế hóa. Cuốn tiểu thuyết cũng khám phá triết lý kinh tế của Chủ nghĩa Gruzia, mà Tolstoy đã trở thành người ủng hộ rất mạnh mẽ cho đến cuối đời, và giải thích lý thuyết một cách chi tiết. Việc xuất bản Phục sinh đã dẫn đến việc Tolstoy bị rút phép thông công bởi Thượng hội đồng Thần thánh từ Nhà thờ Chính thống Nga vào năm 1901.

## Lý lịch
Chủ đề cho cuốn tiểu thuyết mới đã được cung cấp bởi Anatoly Koni, bạn của Tolstoy. Anh ta kể cho Tolstoy câu chuyện về một người đàn ông đến nhờ anh ta trợ giúp pháp lý. Khi còn trẻ, người đàn ông này đã quyến rũ một cô gái mồ côi xinh đẹp mười sáu tuổi, người đã được đưa đến nhà một người họ hàng của chàng trai trẻ khi cha mẹ cô qua đời. Khi ân nhân của cô ấy quan sát thấy tình trạng mang thai của cô gái, cô ấy đã đuổi cô ấy đi. Bị kẻ dụ dỗ bỏ rơi, cô gái sau những nỗ lực vô vọng để kiếm kế sinh nhai lương thiện đã trở thành gái điếm. Bị phát hiện ăn trộm tiền của một trong những "vị khách" say xỉn trong nhà chứa, cô gái đã bị bắt. Trong bồi thẩm đoàn xét xử vụ án, số phận đã đặt kẻ dụ dỗ cô. Lương tâm thức tỉnh trước sự bất công trong hành vi của mình, anh quyết định kết hôn với cô gái bị kết án 4 tháng tù. Koni kết thúc câu chuyện của mình bằng cách kể rằng cặp đôi đã thực sự kết hôn, nhưng ngay sau khi bản án của cô ấy hết hạn, cô gái đã chết vì bệnh sốt phát ban. Tolstoy xúc động trước câu chuyện của Koni, một phần vì nó giống như một sự cố trong cuộc đời ông. Vì không lâu trước khi qua đời, ông đã kể cho người viết tiểu sử về hai lần dụ dỗ trong đời mà ông không bao giờ có thể quên: "Điều thứ hai là tôi đã phạm tội với người hầu Masha trong nhà dì tôi. Cô ấy còn trinh. Tôi đã dụ dỗ cô ấy, và cô ấy đã bị sa thải và qua đời." (mặc dù trên thực tế, như P. Basinsky nói, sau đó cô làm việc tại nhà của chị gái Tolstoy).
Vào tháng 8 năm 1898, sau nhiều cân nhắc và tham khảo ý kiến của các đồng nghiệp, Tolstoy quyết định nhanh chóng hoàn thành, đăng ký bản quyền và bán nó để hỗ trợ việc di cư của một phần ba người theo chủ nghĩa hòa bình Cơ đốc giáo theo chủ nghĩa hòa bình Dukhobortsy từ Nga sang Canada. Ông hoàn thành nó vào tháng 12 năm 1899.
Cuốn sách đã được xuất bản nhiều kỳ đồng thời ở Nga, Đức, Pháp, Anh và Mỹ, để nhanh chóng gây quỹ và giúp ông có thời gian hoàn thành câu chuyện, nhưng bị trì hoãn do những "khó khăn" trong hợp đồng yêu cầu kiểm duyệt và rút ngắn các phần. Nó xuất hiện trên tạp chí hàng tuần nổi tiếng của Nga Niva do Leonid Pasternak minh họa, và trên tạp chí hàng tháng của Mỹ The Cosmopolitan với tựa đề The Awakening. Nhiều nhà xuất bản đã in các ấn bản của riêng họ vì họ cho rằng Tolstoy đã từ bỏ mọi bản quyền như ông đã làm với các cuốn sách trước đó. Toàn bộ văn bản không được xuất bản ở Nga cho đến năm 1936, và bằng tiếng Anh vào năm 1938.
Khoản đóng góp 34.200 rúp của Tolstoy cho hoàn cảnh khó khăn của Dukhobortsy ($17.000) đã được ghi nhận nhiều lần để tỏ lòng biết ơn và viện trợ cho Điền trang Tolstoy "Yasnaya Polyana" bởi con cháu của Dukhobortsy ở Canada.
Một trong những nhân vật, Toporov, rõ ràng là một bức tranh biếm họa về Konstantin Pobedonostsev, khi đó là Ober-Kiểm sát viên của Thượng hội đồng Thần thánh.

## Cốt truyện
Câu chuyện kể về một nhà quý tộc tên là Dmitri Ivanovich Nekhlyudov, người đang tìm cách chuộc lại tội lỗi đã phạm nhiều năm trước đó. Khi còn trẻ, tại khu đất của dì mình, anh ấy đã yêu người được giám hộ của họ, Katyusha (Katerina Mikhailovna Maslova), là con gái đỡ đầu của dì và bị dì kia đối xử tệ bạc. Tuy nhiên, sau khi đến thành phố và trở nên hư hỏng vì uống rượu và cờ bạc, hai năm sau, anh ta trở lại khu đất của dì mình và tấn công tình dục Katyusha, khiến cô mang thai. Sau đó, cô bị dì của anh ta đuổi ra khỏi nhà, và tiếp tục đối mặt với một loạt sự kiện không may và khó chịu, trước khi cô kết thúc việc làm gái điếm, lấy họ là Maslova.
Mười năm sau, Nekhlyudov ngồi trong bồi thẩm đoàn kết án cô gái Maslova vào tù ở Siberia vì tội giết người (đầu độc một khách hàng đã đánh cô, tội mà cô vô tội). Cuốn sách kể lại những nỗ lực của anh ấy để giúp cô ấy một cách thực tế, nhưng tập trung vào cuộc đấu tranh tinh thần và đạo đức của cá nhân anh ấy. Anh đến thăm cô trong tù, gặp gỡ những tù nhân khác, nghe câu chuyện của họ và dần dần nhận ra rằng bên dưới thế giới quý tộc mạ vàng của anh, nhưng vô hình đối với nó, là một thế giới tàn ác, bất công và đau khổ lớn hơn nhiều. Anh nghe hết câu chuyện này đến câu chuyện khác, thậm chí nhìn thấy những người vô cớ bị xiềng xích, bị đánh đập vô cớ, bị nhốt trong ngục tối suốt đời vô cớ, và một cậu bé mười hai tuổi ngủ trong hồ phân người từ một nhà xí tràn ra ngoài vì không còn chỗ nào khác. trên sàn nhà tù, nhưng vẫn bám lấy chân người đàn ông bên cạnh mình trong cuộc tìm kiếm tình yêu vô vọng, cho đến khi cuốn sách đạt được cường độ kỳ lạ của một giấc mơ gây sốt kinh hoàng. Anh ta quyết định từ bỏ tài sản của mình và chuyển quyền sở hữu cho những người nông dân của mình, để họ tranh cãi về những cách khác nhau mà họ có thể tổ chức điền trang, và anh ta theo Katyusha lưu vong, dự định kết hôn với cô ấy. Trên hành trình dài của họ đến Siberia, cô phải lòng một người đàn ông khác, và Nekhludov đã chúc phúc cho anh ta và vẫn chọn sống như một phần của cộng đồng tội phạm, tìm kiếm sự cứu rỗi.

## Tiếp nhận và phê bình
Cuốn sách đã được háo hức chờ đợi. "Tất cả chúng tôi đều vui mừng biết bao," một nhà phê bình đã viết khi biết rằng Tolstoy đã quyết định thực hiện tác phẩm hư cấu đầu tiên của mình sau 25 năm, không phải là một tiểu thuyết ngắn mà là một tiểu thuyết dài tập. "Cầu Chúa cho rằng sẽ ngày càng nhiều hơn nữa!" Nó bán chạy hơn Anna Karenina và Chiến tranh và Hòa bình.
Nói về dân tộc Nga, William James đã nói: "Tôi đặc biệt ấn tượng với hai cuốn sách. Phục sinh của Tolstoy và Karamasoff của Dostoevsky. Đối với tôi, các nhân vật thể hiện trong đó dường như đến từ một hành tinh khác, nơi mọi thứ đều khác biệt và tốt đẹp hơn. Họ tình cờ đặt chân xuống trái đất và cảm thấy khó chịu vì điều này, gần như bị xúc phạm. Ở họ có một cái gì đó trẻ con, ngây thơ và khiến người ta nhớ đến sự ngoan cố của một nhà giả kim lương thiện, người tin rằng mình có khả năng khám phá ra 'Nguyên nhân của mọi nguyên nhân' '."

Mặc dù đạt được thành công ban đầu nhưng ngày nay Resurrection không nổi tiếng bằng các tác phẩm trước đó. Nó thường bị coi là thua kém Chiến tranh và Hòa bình và Anna Karenna, mặc dù nó vẫn được đánh dấu là một thành tựu văn học rất quan trọng và là một tác phẩm giúp hiểu về Cách mạng Nga. Một số nhà văn đã nói rằng Phục sinh có các nhân vật là một chiều và nhìn chung cuốn sách thiếu sự chú ý đến từng chi tiết trước đây của Tolstoy. Đến thời điểm này, Tolstoy đang viết theo phong cách thiên về ý nghĩa hơn chất lượng thẩm mỹ.
Phục sinh buộc phải so sánh với những tác phẩm đỉnh cao đó, Chiến tranh và Hòa bình và Anna Karenina, và phải thừa nhận rằng nó kém hơn những thành tựu nghệ thuật cao cả của những tiểu thuyết trước đó. Tuy nhiên, những điều hay nhất của nó, nói một cách nghệ thuật, thuộc về phương pháp tường thuật trong tiểu thuyết trước đó của Tolstoy hơn là cách thức cô đọng, trực tiếp và không tô điểm về mặt văn phong của thời kỳ sau sau Nghệ thuật là gì? đã được viết. Trong "Phục sinh" cũng có vô số chi tiết hiện thực chính xác truyền tải diện mạo của thực tế không thể nghi ngờ đối với các tình huống tưởng tượng, cũng như sự tròn trịa, đầy đủ và sức sống cho các nhân vật của anh ấy. Trong bối cảnh mê hoặc của nó, câu chuyện về mối tình đầu trong sáng của Nekhlyudov và Katusha Maslova, chắc chắn là phần hay nhất của cuốn tiểu thuyết, tất cả được kết hợp bởi cùng một chất lượng tuyệt vời khó nắm bắt đã biến tình yêu thiếu nữ của Natasha trong Chiến tranh và Hòa bình thành chất thơ không thể truyền đạt. của những giấc mơ tuổi trẻ. Tolstoy chưa bao giờ làm điều gì có sức lan tỏa thú vị trong tiểu thuyết hơn là cảnh lễ Phục sinh trong nhà thờ làng, nơi người anh hùng và nữ anh hùng trẻ tuổi, sau lời chào truyền thống của người Nga "Chúa Kitô đã sống lại", trao nhau nụ hôn với sự say mê vô tư của sự tôn vinh tôn giáo pha trộn và nảy sinh tình cảm với nhau. Cũng có nhiều nét của bậc thầy cũ trong cách Tolstoy xử lý bối cảnh phiên tòa, trong việc miêu tả xã hội thượng lưu ở cả Moscow và Petersburg, và trong cách xử lý hiện thực đáng kinh ngạc về cuộc hành quân tàn bạo của những người bị kết án đến Siberia. Tuy nhiên, trong lĩnh vực này, các đại diện châm biếm của xã hội ít khách quan hơn nhiều, nghiệt ngã hơn và có mục đích giáo điều hơn bất cứ điều gì trong Chiến tranh và Hòa bình và Anna Karenina. Ở đây, thực sự, là lỗi nghệ thuật chính của cuốn tiểu thuyết dài cuối cùng của Tolstoy.
Brian Aldiss gọi nó là tiểu thuyết vĩ đại nhất của Tolstoy.
Người ta nói về nhà làm phim huyền thoại Nhật Bản Kenji Mizoguchi rằng ông có quan điểm rằng "Tất cả các bộ phim tình cảm đều dựa trên Sự phục sinh của Tolstoy".